# Kutir-Nahhunte III.
Kutir-Naḫḫunte III. war ein elamitischer König (ca. 1155–1150 v. Chr.). Er war der älteste Sohn von Šutruk-Naḫḫunte II., seinem Vorgänger. Zu Lebzeiten seines Vaters scheint Kutir-Naḫḫunte Babylon in einem zweiten Feldzug erobert und dort als Statthalter regiert zu haben. Nach dem Tode seines Vaters wurde er zum König von Elam erhoben.
Kutir-Naḫḫunte wird in verschiedenen Bauinschriften genannt. In Susa ersetzte er eine Kapelle des Inšušinak, die in ungebrannten Ziegel erbaut worden war, durch eine Kapelle aus gebrannten Ziegel und er restaurierte das große Tor des Lagamal-Tempels. In Deh-e Now baute er am Tempel der Manzat. In Buschehr renovierte er einen Tempel. Nach einer Inschrift geschah dies für das Leben des Herrschers und einer Frau namens Naḫḫunte-Utu.